# جون ر. غريغ
جون ر. غريغ (بالإنجليزية: John R. Gregg)‏ هو سياسي أمريكي، ولد في 6 سبتمبر 1954 في لينتون في الولايات المتحدة. حزبياً، نشط في الحزب الديمقراطي. وقد انتخب عضو مجلس نواب إنديانا.

## وصلات خارجية
- الموقع الرسمي